# Wadim Gratschow
Wadim „Dima“ Gratschow (* 20. Februar 1964 in der DDR) ist ein ehemaliger deutscher Schauspieler.

## Leben
Gratschow wuchs in der DDR auf. Als Jugendlicher stand er in der Kinderserie Spuk unterm Riesenrad in der Rolle des Umbo vor der Kamera. 1982 spielte Gratschow den Jugendlichen Jan Kegel in Spuk im Hochhaus. Im folgenden Jahr war er Darsteller des Prinzen in dem Dokumentarfilm Film-Salabim von Günter Meyer neben Marina Erdmann, Katja Paryla und Peter Zintner. Im Jahr 1986 spielte er einen Kochlehrling in dem Film Startfieber. Danach war Gratschow nicht mehr als Schauspieler tätig. 

## Filmografie
(Quelle: Filmportal, IMDb)
- 1979: Spuk unterm Riesenrad (TV-Miniserie, alle Teile)
- 1982: Spuk im Hochhaus (TV-Miniserie, 2 Folgen)
- 1983: Film-Salabim
- 1986: Startfieber